# Les Anges du boulevard
Pour plus de détails, voir Fiche technique et Distribution.
Les Anges du boulevard (chinois simplifié : 馬路天使 ; pinyin : Mǎlù tiānshǐ), est un film dramatique chinois réalisé par Yuan Muzhi et sorti en 1937.

## Synopsis
L'histoire se déroule dans les bidonvilles de Shanghai et raconte la vie d'une bande de marginaux opprimés : un chanteur de salon de thé, un trompettiste, un vendeur de journaux et une prostituée. Il fait également allusion à l'invasion japonaise qui touchait la Chine à l'époque et aux effets combinés de la modernisation et du colonialisme à Shanghai.

## Fiche technique
- Titre français : Les Anges du boulevard[2]
- Titre original chinois : 馬路天使, Mǎlù tiānshǐ[3]
- Réalisation : Yuan Muzhi
- Scénario : Qianli Qian
- Photographie : Yinxian Wu
- Musique : He Luting
- Sociétés de production : Mingxing
- Pays de production :  République de Chine
- Langue originale : mandarin
- Format : Noir et blanc - 1,37:1 - Son mono - 35 mm
- Genre : film dramatique
- Durée : 91 minutes
- Dates de sortie : 
  - Chine : 1937
  - France : 7 décembre 1983

## Distribution
- Zhou Xuan : Xiao Hong, une chanteuse de salon de thé
- Zhao Dan : Chen Shaoping, également connu sous le nom de Xiao Chen, un trompettiste et l'intérêt amoureux de Xiao Hong.
- Wei Heling : Wang, vendeur de journaux et meilleur ami de Chen
- Zhao Huishen : Xiao Yun, prostituée et sœur aînée de Xiao Hong.
- Wang Jiting : violoniste, propriétaire du salon de thé qui accueille Xiao Hong et Xiao Yun
- Liu Jinyu : épouse du propriétaire du salon de thé
- Feng Zhicheng : Gu, un riche voyou
- Chen Yiting : Parasite, un homme de main

## Accueil critique
Le film est considéré comme un chef-d'œuvre du cinéma chinois et du mouvement de gauche de l'époque.